# 圣布朗迪娜
圣布朗迪娜（法語：Sainte-Blandine，法語發音：[sɛ̃t blɑ̃din]）是法国伊泽尔省的一个市镇，属于拉图尔迪潘区。

## 地理
圣布朗迪娜（45°32'48"N, 5°26'26"E）面积9.21 平方千米，位于法国奥弗涅-罗讷-阿尔卑斯大区伊泽尔省，该省份为法国东南部内陆省份，北起顺时针与安省、萨瓦省、上阿尔卑斯省、德龙省、阿尔代什省、卢瓦尔省和罗讷省。
与圣布朗迪娜接壤的市镇（或旧市镇、城区）包括：圣维克托德塞雪、托尔舍弗隆、拉图尔迪潘、蒙塔尼约、圣迪迪耶德拉图尔、圣让德苏丹。

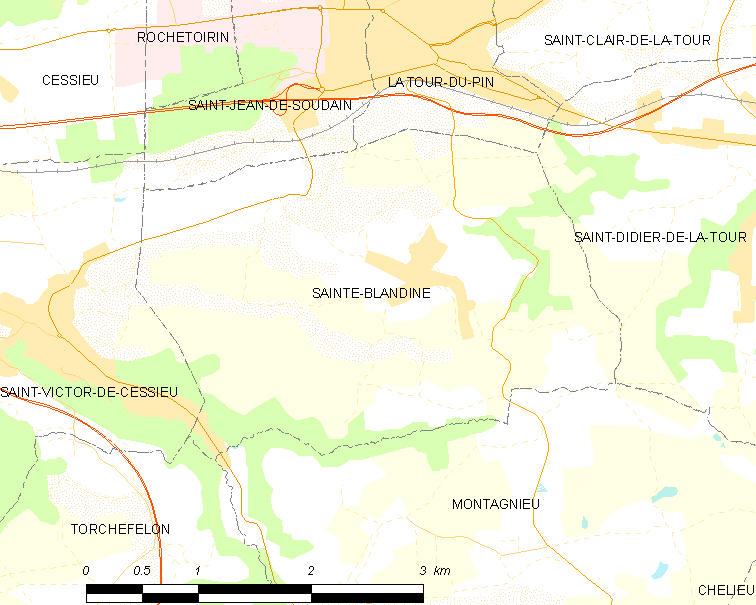
圣布朗迪娜的OSM定位图

圣布朗迪娜的时区为UTC+01:00、UTC+02:00（夏令时）。

## 行政
圣布朗迪娜的邮政编码为38110，INSEE市镇编码为38369。

## 政治
圣布朗迪娜所属的省级选区为拉图尔迪潘县。

## 人口

1962-2008年间圣布朗迪娜人口变化图示

圣布朗迪娜于2022年1月1日时的人口数量为1020人。